# Spergo
Spergo is een geslacht van weekdieren uit de klasse van de Gastropoda (slakken).

## Soorten
- Spergo aithorrhis Sysoev & Bouchet, 2001
- Spergo fusiformis (Habe, 1962)
- Spergo glandiniformis (Dall, 1895)
- Spergo nipponensis Okutani & Iwahori, 1992
- Spergo parunculis Stahlschmidt, Chino & Fraussen, 2015